# Batalla de Tashihchiao
La batalla de Tashihchiao (Jpn. 大石橋の戦い, Taisekihashi no Tatakai) fue un enfrentamiento terrestre, a pequeña escala, ocurrido los días 24 y 25 de julio de 1904, durante el avance hacia Liaoyang del Ejército Imperial Japonés, en la primera etapa de la guerra ruso-japonesa.

## Situación
Tashihchiao (moderna Dashiqiao) está situada unos 25 kilómetros al sudoeste de la ciudad de Haicheng, en la actual provincia de Liaoning, China. La ciudad de Tashihchiao era de importancia estratégica en la guerra ruso-japonesa, por ser una intersección ferroviaria entre la principal línea del ferrocarril del sur de Manchuria y una cabeza de puente sobre el puerto de  Yingkou (Newchwang). El control de estos dos puntos era esencial para los futuros avances de las fuerzas japonesas hacia Liaoyang y Mukden.

## Órdenes de batalla
En el bando japonés, estaban presentes las 3.ª, 5.ª y 6.ª Divisiones del 2.º Ejército Japonés al mando del General Oku Yasukata. Tras la victoria de la batalla de Telissu, el General Oku se detuvo, durante cuatro días, para reabastecerse, y para permitir que su 6.ª División recibiese los refuerzos necesarios para estar al completo. Para el 6 de julio de 1904, estaba preparado para moverse hacia el norte de nuevo,  y sus 4 divisiones alcanzaron las afueras de Kaiping el 7 de julio de 1904 y, realizando movimientos nocturnos, se colocaron en las colinas tras Kaiping, en la mañana del 9 de julio de 1904. El General Oku esperó allí para reaprovisionarse, y estuvo preparado para el combate o para realizar 20 días más de marcha, el 23 de julio de 1904.
En el bando ruso, las fuerzas consistían en el 1.er Cuerpo de Ejército Siberiano bajo el mando del Teniente General Georgii Stackelberg (consistente en las fuerzas supervivientes del desastre de Telissu, que se retiraron hacia Liaoyang, en el norte, pero que, recibiendo nuevas órdenes, ocuparon Kaiping el 20 de junio de 1904), y el 4.º Cuerpo de Ejército Siberiano al mando del Teniente General Nikolai Zarubaev, atrincherados detrás de Kaiping, al norte de la ciudad de Tashihchiao. El total de las fuerzas rusas sumaban unos 60 000 hombres.

## Los preparativos
El General Alexei Kuropatkin, general en jefe de las fuerzas rusas, supervisó personalmente las defensas en Tashihchiao. Las fuerzas del Teniente General Stakelberg estaban en la derecha, con una clara línea de fuego sobre colinas separadas que le proveían de unos estratégicos puestos de observación. Las fuerzas de Zarubaev estaban en la más vulnerable izquierda, zona llena de colinas y barrancos.
El General Oku se movió con una precaución poco característica en él, ya que la geografía no favorecía su usual táctica de maniobras de flanqueo. En lugar de eso,  dio órdenes a las 3.ª, 5.ª y 6.ª Divisiones de realizar un asalto frontal total, con la 4.ª División muy a la izquierda para servir de ataque de diversión y de reserva a la vez.

## La batalla

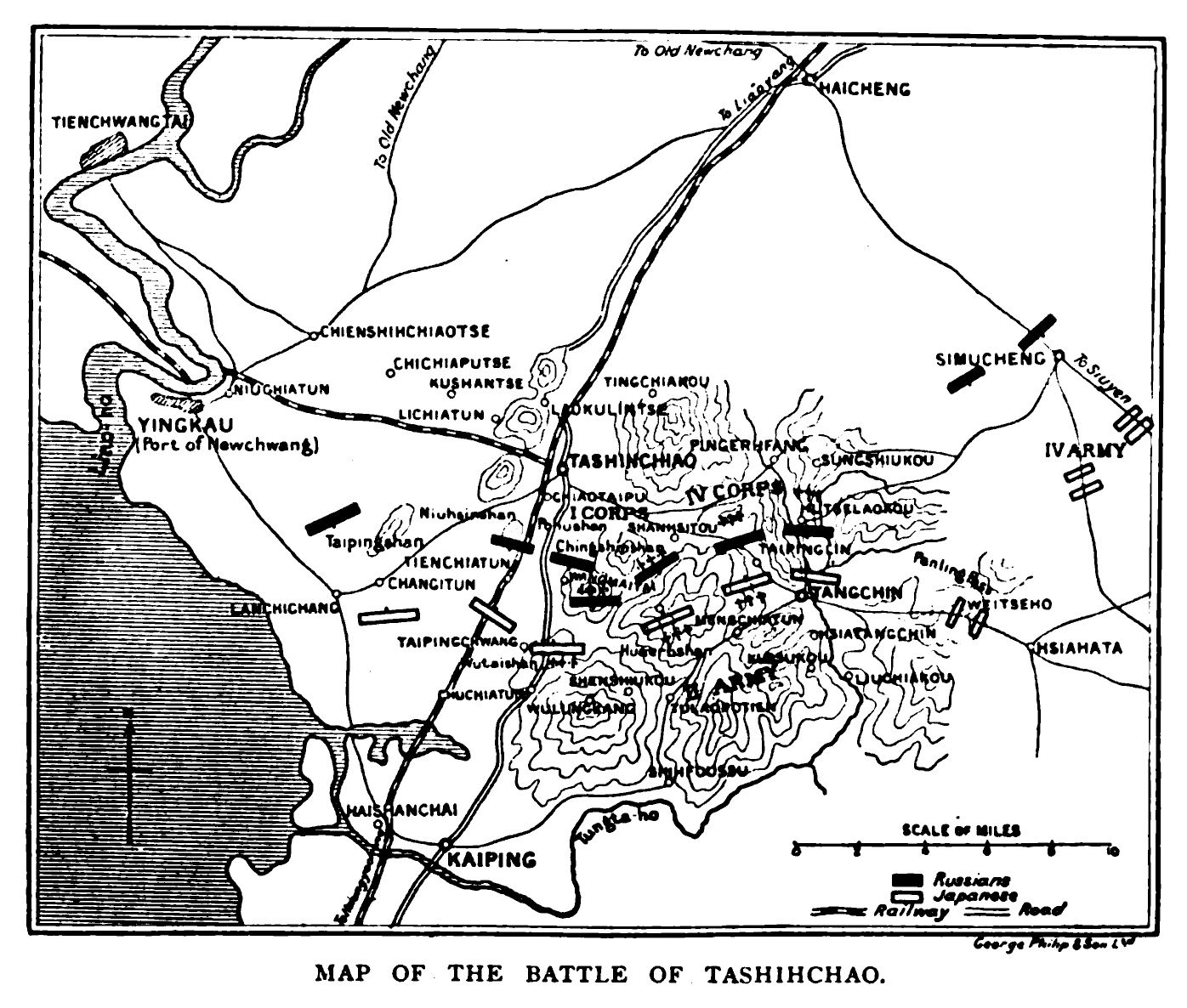
Mapa histórico de la batalla de Tashihchao.

El combate se inició a las 5:30 del 24 de junio de 1904, con un largo duelo de artillería. Como la temperatura llegó a ser superior a 34 °C, los rusos empezaron a sufrir los efectos del calor, y, un nervioso Stakelberg, repetidamente, le propuso, a  Zarubaev, iniciar la retirada. Las fuerzas japonesas iniciaron ataques a fondo al mediodía. Sin embargo, para las 17:30 horas, los japoneses habían sufrido muchas bajas por el fuego de la dura artillería rusa y no habían conseguido que los rusos abandonasen ninguna de sus posiciones atrincheradas.
La batalla se determinó a las 22 horas con un ataque nocturno por parte de la 5.ª División japonesa; en la mañana del 25 de junio de 1904, la ciudad de Tashihchiao estaba en manos japonesas. Stakelberg volvió a mandar una brillante retirada bajo el fuego.
Hay diferentes opiniones sobre el número de bajas en la batalla de Tashihchaio, pero un consenso histórico indica que debieron ser unas 1000 por bando.
Previsiblemente, el Virrey Yevgeni Alekseyev se enfureció con la retirada de Stakelberg, y el General Kuropatkin apoyó a su subordinado.
El General Oku permaneció en Tashihchaio hasta el 1 de agosto de 1904, cuando nuevamente marchó hacia el norte con 3 divisiones; la 5.ª División fue transferida al nuevo 4.º Ejército Japonés bajo el mando del General Nozu Michitsura.

## Anexos
- Anexo:Batallas del siglo XX

- Datos: Q2409264
- Multimedia: Battle of Tashihchiao / Q2409264